# Периер
Периер (др.-греч. Περιήρης) — персонаж древнегреческой мифологии, царь Мессении или Спарты, сын Эола или Кинорта (потомка Лакедемона). Фигурирует главным образом в родословных. В одной из версий мифа Периер — муж Горгофоны, дочери Персея, и отец Тиндарея.

## В мифологии
В сохранившихся источниках содержатся две версии генеалогии и биографии Периера. По одной из них, о которой пишет, в частности, автор «Каталога женщин», этот герой был сыном Эола (эпонима эолийцев и сына Эллина) от Энареты, дочери Деимаха. Псевдо-Аполлодор называет Периера седьмым в списке сыновей Эола — после Крефея, Сизифа, Афаманта, Салмонея, Деиона и Магнета. Периер женился на Горгофоне, дочери царя Тиринфа Персея и Андромеды, она родила ему сыновей Афарея, Левкиппа, Тиндарея и Икария, а также дочь Полидору — жену Пелея. Автор схолиев к «Аргонавтике» Аполлония Родосского упоминает дочь Периера Деидамию, жену царя этолийского Плеврона Фестия и мать Ификла и Алфеи, а у Павсания упоминается сын Периера Пис — эпоним города Писа в Элиде. Периера, согласно этой версии, призвали к себе на царство жители Мессении, когда пресеклась местная династия. Его резиденция находилась в Андании, а после его смерти царская власть перешла к Афарею и Левкиппу. Известно, что этот герой наделил землями в мессенской Эхалии (в исторические времена эта местность называлась Карнасион) знаменитого охотника Меланея, прибывшего в его царство.
Позже появилась другая версия, дорийская. Павсаний рассказывает, что Стесихор считал Периера членом спартанского царского дома — сыном Кинорта, внуком Амикла, прямым потомком Лакедемона, сына Зевса и первого царя Спарты. Соответственно сам Периер царствовал в Лаконике. Согласно схолиям к трагедиям Еврипида, сыном этого царя был Эбал — отец Тиндарея, Икария, а также Гиппокоонта и Арены; ещё в одном источнике дочь Эбала Арена — жена Афарея.
Наконец, существует компромиссная версия мифа. В ней Горгофона дважды вступала в брак, с Периером, сыном Эола (здесь он мессенец), и спартанцем Эбалом, сыном Кинорта. От первого брака родился Афарей, от второго — Тиндарей. После смерти Периера Горгофона должна была покончить с собой, согласно существовавшим тогда обычаям, но стала первой женщиной, вышедшей замуж во второй раз.
Антиковеды отмечают, что варьирование этих генеалогий — результат смешения лаконских и мессенских мифов. При этом ни один античный автор не называет Гиппокоонта сыном Периера и Горгофоны, ни один не считает Афарея и Левкиппа сыновьями Эбала.